# Es geschah im November
Es geschah im November, que es podria traduir com « Va passar el novembre », és una obra pictòrica de tipus graffiti de Kani Alavi, un artista berlinès d'origen iranià, realitzat sobre un tros del mur de Berlín l'any 1991, poc després de l'esfondrament del règim de l'Alemània de l'Est. Alavi va pintar un altre mural al mur, Sense títol, juntament amb Muriel Raoux.
Des de la finestra de la seva habitació, el pintor Kani Alavi va ser testimoni de la caiguda del mur de Berlín. Quan estava miraint la gent de l'Est entrar a l'Oest, li va passar el següent: « Esperava veure cares d'alegria i excitació, però en observar-les més a prop, també vaig veure cares tristes, insegures i espantades". Uns mesos més tard, quan se li va demanar a Kani comissionar un mural per a l'East Side Gallery, va ser precisament aquesta visió el que el va insipirar. El títol de l'obra fa referència precisament a aquest esdeveniment històric.
Va ser restaurada l'any 2009 en el marc d'un projecte de renovació de l'East Side Gallery.